# Ławeczka
Ławeczka – polski film fabularny (komedia romantyczna) z 2004 roku w reż. Macieja Żaka. Scenariusz powstał na podstawie sztuki teatralnej rosyjskiego dramaturga Aleksandra Gelmana o tym samym tytule. Okres zdjęciowy trwał od 8 do 20 lipca 2003 roku.

## Obsada
- Artur Żmijewski – Piotr Kot
- Jolanta Fraszyńska – Kasia
- Katarzyna Sadowska – Andżela
- Sylwester Maciejewski – Stefan, kapitan statku "Dziewanny"
- Artur Pontek – Rudy
- Arkadiusz Buszko

## Fabuła
Współczesny Szczecin. Trzydziestoparoletnia Kasia pracuje jako kelnerka na statku wycieczkowym kursującym po Odrze. Samotnie wychowując dziecko, boryka się z ciągłym brakiem pieniędzy. Jej marzeniem jest przeżycie wielkiej miłości. Pewnego dnia kobieta spotyka Piotra. Oboje orientują się, że kiedyś zawarli znajomość, jednak mężczyzna nie pamięta, w jakich okolicznościach. Nie wprowadza go ten fakt w zakłopotanie, mimo że spędzili wówczas ze sobą noc. Niebawem Piotr porzuca dla Kasi towarzystwo długonogiej Andżeli.

## Plenery
Film realizowany był w Szczecinie (Stare Miasto, Wały Chrobrego, bulwar Chrobrego, Nb. Pasażerskie, Dworzec Morski, Restauracja "Porto Grande") oraz na tramwaju wodnym m/s Dziewanna.